# قلعة خرابة (كهن أباد)
قلعة خرابة (بالإنجليزية: Qaleh Kharabeh, Semnan)‏ هي منطقة سكنية تقع في إيران في قسم کهن أباد الريفي. يقدر عدد سكانها بـ 65 نسمة .